# カンボジア・オランダ戦争
カンボジア・オランダ戦争は1643年から1644年にかけて、カンボジア王国におけるクーデターをきっかけとした戦争。マレー人の商人によりイスラム教に改宗した新王はオランダ東インド会社の社員を惨殺し、カンボジアから賠償金を要求しようとしたオランダ軍を撃退した。

## 戦争の経過
1642年、カンボジア王子ボトムリヤチアがカンボジア王アンノン1世を暗殺して、アンチャン1世として即位した。マレー人のムスリム商人がクーデターの大きな助けとなったことから、アンチャン1世は即位後仏教からイスラム教に改宗、名前をムスリム風の「イブラーヒム」に変えて、マレー人の女性と結婚した。続いて、彼はオランダ東インド会社を追い出すための戦争をはじめた。まず、オランダ植民地の首都でオランダ船を拿捕、オランダ東インド会社の会社員35名および大使ピエール・ド・ロジェモルテを惨殺した。続いて、メコン川で戦われた海戦で1000人を失いながらも勝利して、オランダは兵員432名のうち156名を失った上、多くの戦船がカンボジアに拿捕された。

## 戦争の影響
アンチャン1世の兄弟たちは改宗せず仏教徒のままであり、彼らはベトナムの広南国に介入を要請して、ムスリムの王を追放する形でカンボジアに仏教を復活させた。オランダは1643年の惨殺を経て、1670年代までにカンボジアにおける交易地全てを放棄して撤退した。これによりオランダのカンボジアにおける影響力が消滅し、カンボジアでは19世紀までヨーロッパ人の介入が消えた。